# Ein Lied für Brüssel
Die deutsche Vorentscheidung zum Eurovision Song Contest 1987 fand unter dem Titel Ein Lied für Brüssel statt.
Durch die Sendung führte erstmals Christoph Deumling, der im Mai auch den Eurovision Song Contest 1987 kommentierte.

## System
Der Bayerische Rundfunk behielt den Modus der Vorjahre aufgrund der vielfachen Erfolge im letzten Jahrzehnt bei.
Eine dreizehnköpfige Jury aus Fachleuten der Unterhaltungsbranche wählte aus 574 Einsendungen die zwanzig Halbfinalteilnehmer aus, woraus die Radiohörer die zwölf Finalteilnehmer wählten.
Nach Abschluss der Vorentscheidung, die in diesem Jahr fünf Wochen vor dem Eurovision Song Contest stattfand, wurden nach dem Durchlauf der zwölf Titel durch das Meinungsforschungsinstitut Infratest 519 repräsentativ ermittelte Radiohörer und Fernsehzuschauer telefonisch befragt. Diese hatten während der Sendung die zwölf Titel anhand einer vorgegebenen Punkteskala zu bewerten.

## Punktetafel des Vorentscheids
In folgender Tabelle sind die Punktzahlen der Zwischenstände bei folgenden Prozentsätzen angegeben:
Runde 1: 15,69 % der abgegebenen Stimmen, Runde 2: 48,04 %
| Nr. | Interpret           | Titel (Musik/Text)                                                                                       | Runde 1 Platz | Runde 2 Platz | Endpunktzahl | Platz |
| --- | ------------------- | --- | ------------- | ------------- | ------------ | ----- |
| 01  | Helen Christie      | Lieder der Freiheit (Ralph Siegel (als „Peter Elversen“) / Bernd Meinunger (als „Bernd Bastino“))        | 0498 08.      | 1492 08.      | 03059        | 08.   |
| 02  | Michael Hoffmann    | Ich geb’ nicht auf (Günther Moll / Michael Hoffmann)                                                     | 0568 04.      | 1578 04.      | 03190        | 05.   |
| 03  | Rouge               | Einer von uns (Rainer Pietsch / Werner Schüler & Volker Constanz)                                        | 0550 05.      | 1549 06.      | 03166        | 06.   |
| 04  | Wind                | Laß die Sonne in dein Herz (Ralph Siegel (als „Peter Elversen“) / Bernd Meinunger (als „Bernd Bastino“)) | 0637 02.      | 2080 02.      | 04445        | 01.   |
| 05  | Sandy Derix         | Träume tun weh (Ralph Siegel (als „Claus-Peter Bobard“) / Bernd Meinunger (als „Bernd Ruhler“))          | 0400 11.      | 1318 12.      | 02902        | 11.   |
| 06  | Bernd Schütz Band   | Visionen in der Nacht (Bernd Schütz & Frank Hoppe)                                                       | 0432 10.      | 1393 11.      | 02929        | 10.   |
| 07  | Michaela            | Das Licht eines neuen Morgens (Rainer Pietsch / Bernd Meinunger)                                         | 0502 06.      | 1464 09.      | 03054        | 09.   |
| 08  | Bernhard Brink      | So bin ich ohne dich (Joachim Heider / Gregor Rottschalk)                                                | 0575 03.      | 1658 03.      | 03355        | 03.   |
| 09  | Maxi & Chris Garden | Frieden für die Teddybären (Ralph Siegel / Bernd Meinunger)                                              | 0740 01.      | 2115 01.      | 04370        | 02.   |
| 10  | New Generation      | Viel zu schön (Bernd Schütz & Frank Hoppe)                                                               | 0375 12.      | 1401 10.      | 02864        | 12.   |
| 11  | Denise              | Die Frau im Spiegel (Walter Gerke & Mick Hannes / Walter Gerke)                                          | 0500 07.      | 1566 05.      | 03320        | 04.   |
| 12  | Cassy               | Aus (Ralph Siegel (als „Claus-Peter Bobard“) / Bernd Meinunger (als „Bernd Ruhler“))                     | 0463 09.      | 1496 07.      | 03126        | 07.   |